# Сандія (Техас)
Сандія (англ. Sandia) — переписна місцевість (CDP) в США, в окрузі Джим-Веллс штату Техас. Населення — 326 осіб (2020).

## Географія
Сандія розташована за координатами 28°1′16″ пн. ш. 97°52′3″ зх. д. / 28.02111° пн. ш. 97.86750° зх. д. (28.021240, -97.867638).  За даними Бюро перепису населення США в 2010 році переписна місцевість мала площу 2,50 км², з яких 2,50 км² — суходіл та 0,00 км² — водойми.

## Демографія
Згідно з переписом 2010 року, у переписній місцевості мешкало 379 осіб у 133 домогосподарствах у складі 96 родин. Густота населення становила 151 особа/км².  Було 159 помешкань (64/км²).
Расовий склад населення:
| - 84,4 % — білих - 2,6 % — корінних американців - 1,6 % — чорних або афроамериканців - 9,8 % — осіб інших рас |

До двох чи більше рас належало 1,6 %. Частка іспаномовних становила 65,7 % від усіх жителів.
За віковим діапазоном населення розподілялося таким чином: 29,8 % — особи молодші 18 років, 58,1 % — особи у віці 18—64 років, 12,1 % — особи у віці 65 років та старші. Медіана віку мешканця становила 34,4 року. На 100 осіб жіночої статі у переписній місцевості припадало 88,6 чоловіків;  на 100 жінок у віці від 18 років та старших — 95,6 чоловіків також старших 18 років.
За межею бідності перебувало 35,0 % осіб, у тому числі 31,1 % дітей у віці до 18 років та 68,1 % осіб у віці 65 років та старших.
Цивільне працевлаштоване населення становило 46 осіб. Основні галузі зайнятості: виробництво — 82,6 %, сільське господарство, лісництво, риболовля — 17,4 %.